# Майр, Йорг
Йорг Майр (нем. Jörg Mayr, родился 3 января 1970 в Фюссене) — немецкий хоккеист, игравший на позиции защитника.

## Карьера

### Клубная
Воспитанник школы баварского хоккея и клуба «Фюссен». Играл до 1989 года за этот клуб, после чего перешёл в «Кёльнер Хайе», где отыграл до конца своей карьеры. Первое чемпионство клуб с участием Йорга выиграл в сезоне 1994/1995, обыграв в финале «Ландсхут Кэннибалс». В следующем сезоне в финале «акулы» проиграли «Дюссельдорфу». Большую часть времени Йорг пропускал из-за различных травм, выиграв чемпионат Германии в сезоне 2001/2002 во второй раз. Карьеру завершил после травмы, полученной на Олимпийских играх в Солт-Лейк-Сити. Его свитер под номером 6 изъят из обращения и закреплён в клубе.

### В сборной
В молодёжной сборной дебютировал в 1987 году на чемпионате Европы, выступал на юниорских чемпионатах мира 1989 и 1990 годов, в 1991 году дебютировал на чемпионате мира среди взрослых. За его плечами мировые первенства 1992, 1993, 1994, 1999 и 2001 годов, а также три Олимпиады: 1992, 1994 и 2002 годов. В Солт-Лейк-Сити в 2002 году Майр в одной из встреч сломал челюсть и потерял несколько зубов, что вынудило его оставить большой хоккей.

## После карьеры
Майр получил высшее юридическое образование, работал в Дюссельдорфе. С лета 2007 года Йорг Майр работает юристом в одной из строительных компаний Кёльна.

## Статистика
- Бундеслига: 641 игра, 44 гола, 182 голевые передачи, 630 штрафных минут
- Сборная: 121 игра, 6 голов, 14 голевых передач, 58 штрафных минут